# ŽNL Šibensko-kninska 2000./01.
Ovaj članak je podtema članka: 4. rang HNL-a 2000./01.

ŽNL Šibensko-kninska u sezoni 2000./01. je predstavljala jedinu županijsku ligu u Šibensko-kninskoj županiji, te ligu četvrtog stupnja hrvatskog nogometnog prvenstva. 
 
Sudjelovalo je osam klubova, a prvak je bio klub "Rudar" iz Siverića. 

## Sustav natjecanja
Osam klubova je igralo dvokružnu ligu.

## Sudionici
- Dinara – Knin
- Mihovil – Šibenik
- Mladost – Tribunj
- Rudar – Siverić, Drniš
- SOŠK – Skradin
- Vodice – Vodice
- Zagora – Unešić
- Zrinski – Kijevo

## Ljestvica
| Poz. | Momčad          | U  | P  | N | I  | G+ | G– | G+/– | Bod. | Nastavak natjecanja ili ispadanje |
| ---- | --------------- | -- | -- | - | -- | -- | -- | ---- | ---- | --------------------------------- |
| 1.   | Rudar (P)       | 14 | 10 | 4 | 0  | 51 | 9  | +42  | 34   | Kvalifikacije za 3. HNL – Jug     |
| 2.   | Dinara          | 14 | 9  | 2 | 3  | 35 | 14 | +21  | 29   |                                   |
| 3.   | SOŠK Skradin    | 14 | 6  | 5 | 3  | 24 | 17 | +7   | 22   |                                   |
| 4.   | Zrinski Kijevo  | 14 | 7  | 1 | 6  | 34 | 29 | +5   | 22   |                                   |
| 5.   | Zagora Unešić   | 14 | 5  | 5 | 4  | 30 | 20 | +10  | 20   |                                   |
| 6.   | Vodice          | 14 | 4  | 3 | 7  | 20 | 36 | −16  | 15   |                                   |
| 7.   | Mihovil         | 14 | 2  | 2 | 10 | 18 | 25 | −7   | 8    |                                   |
| 8.   | Mladost Tribunj | 14 | 1  | 2 | 11 | 10 | 62 | −52  | 4    |                                   |

1. ↑  1 bod oduzet od saveza.
2. ↑  1 bod oduzet od saveza.

## Rezultatska križaljka
| kratica | klub            | DIN | ZRI | MIH | MLA | SOŠK | RUD | VOD | ZAG |  |
| --- | --------------- | --- | --- | --- | --- | ---- | --- | --- | --- |  |
| DIN | Dinara Knin     |     |     |     |     |      |     |     |     |  |
| ZRI | Zrinski Kijevo  |     |     |     |     |      |     |     |     |  |
| MIH | Mihovil Šibenik |     |     |     |     |      |     |     |     |  |
| MLA | Mladost Tribunj |     |     |     |     |      |     |     |     |  |
| SOŠK | SOŠK Skradin    |     |     |     |     |      |     |     |     |  |
| RUD | Rudar Siverić   |     |     |     |     |      |     |     |     |  |
| VOD | Vodice          |     |     |     |     |      |     |     |     |  |
| ZAG | Zagora Unešić   |     |     |     |     |      |     |     |     |  |
| |                 |     |     |     |     |      |     |     |     |  |
| podebljan rezultat - utakmice od 1. do 9. kola (1. utakmica između klubova) rezultat normalne debljine - utakmice od 10. do 18. kola (2. utakmica između klubova) rezultat nakošen - nije vidljiv redoslijed odigravanja međusobnih utakmica iz dostupnih izvora rezultat nakošen i smanjen * - iz dostupnih izvora nije uočljiv domaćin susreta prekrižen rezultat - poništena ili brisana utakmica p - utakmica prekinuta 3:0 p.f. / 0:3 p.f. - rezultat 3:0 bez borbe |                 |     |     |     |     |      |     |     |     |  |